# Flugplatz Chartres-Champhol

i7
i11
i13
Das Aérodrome de Chartres-Metropole (IATA-Code: QTJ, ICAO-Code: LFOR), bis zum 13. September 2012 Aérodrome de Chartres-Champhol,  ist ein Flugplatz der Allgemeinen Luftfahrt. Er liegt in der Region Centre-Val de Loire im Département Eure-et-Loir etwa drei Kilometer östlich von Chartres und teilweise auf dem Gebiet von Champhol. Der heutige Flugplatz ist Teil eines früheren Militärflugplatzes, der ehemaligen Base aérienne 122 Chartres-Champhol (B.A. 122), die bis 1997 existierte.
Ein kleiner Teil der Basis wurde nach ihrer Schließung noch bis 2013 durch den Sanitätsdienst der Streitkräfte als Depot genutzt.

## Geschichte
Der Flugplatz entstand ab 1909. Im Verlauf des Ersten Weltkriegs befand sich hier ein Flugtrainingszentrum der französischen Streitkräfte, wobei die zivile Nutzung weiterhin möglich war.
In der Zwischenkriegszeit diente der Flugplatz weiterhin als Militärflugplatz und war zwischen 1923 und 1936 ein Nacht-Bomber-Stützpunkt. Hier lag das 22e "Régiment Aérien de bombardement de nuit (RABN) mit Amiot 143 und später Bloch MB.131. Anschließend war hier ein Jagdgeschwader, das 6e Escadre de Chasse, stationiert.
Nach Ausbruch des Zweiten Weltkriegs wurden hier 1939/1940 im Centre d'Instruction de la Chasse erneut Piloten geschult und war Anfang Juni 1940 Ziel eines deutschen Luftangriffs. Während der folgenden deutschen Besetzung Frankreichs wurde der Flugplatz von der Deutschen Luftwaffe dann selbst genutzt.
Die II. Gruppe des Kampfgeschwaders 54 (II./KG 55) lag von Ende Juli 1940 bis Mitte Juni 1941 in Chartres und nahm in dieser Zeit an der Luftschlacht um England teil.
Der ihr folgende Nutzer war der Stab des Kampfgeschwaders 100 (S./KG 100) mit seinen Heinkel He 111H, der hier, neu aufgestellt, zwischen Ende November 1941 und Mitte April 1942 lag. Hinzu kam ab Anfang ein weiterer He 111H Verband, das Lehr & Erprobungskommando 100. Dieser Verband wurde mehrmals umbenannt und gegliedert und flog vor seinem Abzug aus Chartres im Juni 1943, zu diesem Zeitpunkt als I. Gruppe des Kampfgeschwaders 66 (I./KG 66), auch Dornier Do 217 und Junkers Ju 88A.
Im weiteren Jahresverlauf flog hier ab Anfang September 1943 das Jagdgeschwader 105 (JG 105), das hier bis Mitte März 1944 blieb. Der Flugplatz wurde 1943/44 mehrfach von den Alliierten bombardiert.
Bei Beginn der alliierten Invasion in der Normandie befand sich eine Staffel Ju 88A, die 5. Staffel des Kampfgeschwaders 6 (5./KG 6), am Platz. Diese war kurz zuvor in Chartres eingetroffen und operierte von hier aus bis Mitte Juli 1944. Unmittelbar nach Invasionsbeginn wurden auch als Nahaufklärer genutzte Messerschmitt Bf 109G nach Chartres verlegt. Diese gehörten zu Stab und 1. Staffel der Nahaufklärungsgruppe 13 (S. und 1./NAGr 13) und operierten hier bis in den August hinein. Zusätzlich wurde Ende Juni auch noch die 3. Staffel der Nahaufklärungsgruppe 14 (3./NAGr. 14) nach Chartres verlegt, wo sie der NAGr. 13 unterstellt war.
Ebenfalls im Raum Chartres lag ab Mitte Juli die III. Gruppe des Jagdgeschwaders 3 (III./JG 3), die ebenfalls die Bf 109G einsetzte. Sie nutzte jedoch einen südöstlich Chartres’ gelegenen Feldflugplatz und wurde Mitte August 1944 abgezogen.
Nach Einnahme des Flugplatzes Ende August 1944 durch die US-Armee wurde Advanced Landing Ground ALG A-40, so seine alliierte Bezeichnung, nach kurzer Instandsetzung durch die Ninth Air Force der United States Army Air Forces (USAAAF) genutzt. Hier lag zunächst bis Mitte September die 368th Fighter Group mit ihren Republic P-47 und anschließend bis Mitte Oktober 1944 die Martin B-26 der 323d Bombardment Group. Später im Frühjahr 1945 war Chartres eine Transportfliegerbasis der USAAF und wurde im Juni 1945 an Frankreich zurückgegeben.
Chartres wurde in Folge als Base aérienne 122 (B.A. 122) eine Transportfliegerbasis der Armée de l’air, auf der zwischen Dezember 1945 und Sommer 1953 die Transportflieger-Gruppe GT 3/61 beheimatet war, die unter anderem Douglas DC-3/C-47 und Junkers Ju 52/3m flog. Die militärische fliegerische Nutzung wurde am 1. Oktober 1953 eingestellt, nicht zuletzt auf Grund der Nähe des Stadtzentrums mit seiner weltberühmten Kathedrale.
Die nicht fliegerische militärische Nutzung eines größeren Teilareals erfolgte noch bis Ende des 20. Jahrhunderts. Die B.A. 122 wurde 1997 aufgelöst und die letzten staatlichen Flächen wurden 2013 an die Gemeinde verkauft.

## Heutige Nutzung
Das frühere Militärareal wird im Rahmen der Konversion komplett umgestaltet. Lediglich am Nordrand des früheren Militärflugplatzes existieren noch drei frühere Hangars, die heute von Firmen genutzt werden. Auf einem Teil entstand der heutige Flugplatz der Stadt Chartres.
Daneben entstand hier eine neue Zentrale der örtlichen Feuerwehr und der Sportkomplex „L’Odyssée“. In Folge der Schließung des Sanitätsdepots kommen noch ein Messegelände und ein Einkaufszentrum hinzu. Später sollen hier auch noch bis zu 4000 Wohneinheiten entstehen.